# Eerste kerstdag

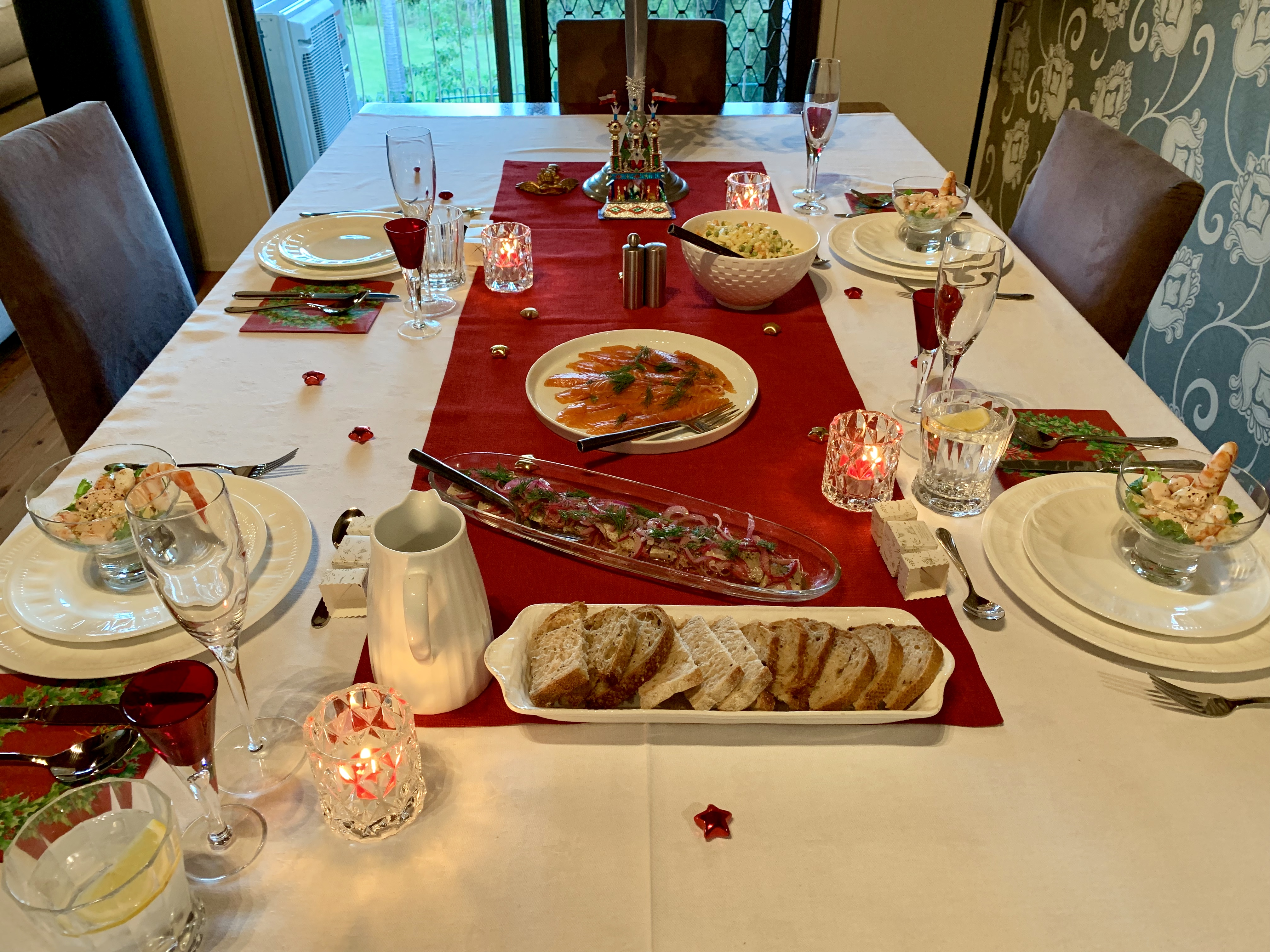
Tafel voor kerstdiner

Eerste kerstdag is de eerste dag van het kerstfeest. Het is een christelijke religieuze feestdag die wordt gevierd op 25 december, met dien verstande dat in de meeste oosters-orthodoxe kerken, die de juliaanse kalender gebruiken in de liturgie, het feest 13 dagen later wordt gevierd.
Eerste kerstdag wordt meestal thuis in familiekring gevierd. 's Avonds vindt er vaak een speciale avondmaaltijd, een kerstdiner, plaats. Ook kan men met familie een restaurant bezoeken voor een diner. In sommige landen, zoals Ierland en Spanje daarentegen, is Kerstmis een familiefeest dat in huiselijke kring gevierd wordt. Restaurants, pubs en winkels zijn dan vaak gesloten en het openbaar vervoer ligt grotendeels stil.
In de prechristelijke Germaanse traditie was 25 december de eerste dag van het twaalfdaagse joelfeest, waarop gevierd werd dat de dagen weer langer werden. Constantijn de Grote koppelde dit Germaanse feest aan de geboorte van Jezus en bepaalde dat het kerstfeest voortaan op 25 december moest worden gevierd.
In de meeste kerken vindt er 's morgens een kerkdienst plaats, die veelal druk wordt bezocht. Vaak is er een koor en zingt men traditionele kerstliederen.